# Saint-Généroux
Saint-Généroux – miejscowość i gmina we Francji, w regionie Nowa Akwitania, w departamencie Deux-Sèvres. Nazwa miejscowości pochodzi od imienia św. Generozusa.
Według danych na rok 1990 gminę zamieszkiwało 351 osób, a gęstość zaludnienia wynosiła 17 osób/km² (wśród 1467 gmin regionu Poitou-Charentes Saint-Généroux plasuje się na 671. miejscu pod względem liczby ludności, natomiast pod względem powierzchni na miejscu 379.).